# Ticlio
Ticlio o abra de Anticona es un paso montañoso de los Andes peruanos ubicado en el distrito de Chicla, en la provincia de Huarochirí, en el departamento de Lima. Por este paso atraviesa la ruta nacional PE-22, también conocida como Carretera Central, que alcanza allí —en el km 120—  su punto de mayor altitud: 4848 m s. n. m..

## Geografía
El abra Anticona es un paso obligado de Lima para numerosas poblaciones de la Cordillera Central peruana: La Oroya, Morococha, Huancayo, Cerro de Pasco, Tarma y localidades de la Selva Central: La Merced, Perene, Pichanaqui, Satipo, Mazamari, Pangoa, Oxapampa y Villa Rica, entre otros.

## Clima
La temperatura ambiental oscila entre los 8 y –5 °C. La presión atmosférica en Ticlio tiene aproximadamente 50 % menos de la que se presenta al nivel del mar, lo que ocasiona que la gran mayoría de personas que pasan por este punto padezcan el mal de altura o soroche.
| Parámetros climáticos promedio de Ticlio                              | Parámetros climáticos promedio de Ticlio | Parámetros climáticos promedio de Ticlio | Parámetros climáticos promedio de Ticlio | Parámetros climáticos promedio de Ticlio | Parámetros climáticos promedio de Ticlio | Parámetros climáticos promedio de Ticlio | Parámetros climáticos promedio de Ticlio | Parámetros climáticos promedio de Ticlio | Parámetros climáticos promedio de Ticlio | Parámetros climáticos promedio de Ticlio | Parámetros climáticos promedio de Ticlio | Parámetros climáticos promedio de Ticlio | Parámetros climáticos promedio de Ticlio |
| Mes                                                                   | Ene.                                     | Feb.                                     | Mar.                                     | Abr.                                     | May.                                     | Jun.                                     | Jul.                                     | Ago.                                     | Sep.                                     | Oct.                                     | Nov.                                     | Dic.                                     | Anual                                    |
| --------------------------------------------------------------------- | ---------------------------------------- | ---------------------------------------- | ---------------------------------------- | ---------------------------------------- | ---------------------------------------- | ---------------------------------------- | ---------------------------------------- | ---------------------------------------- | ---------------------------------------- | ---------------------------------------- | ---------------------------------------- | ---------------------------------------- | ---------------------------------------- |
| Temp. máx. abs. (°C)                                                  | 16                                       | 15                                       | 16                                       | 16                                       | 15                                       | 15                                       | 14                                       | 16                                       | 17                                       | 17                                       | 16                                       | 16                                       | 16                                       |
| Temp. máx. media (°C)                                                 | 9.3                                      | 8.9                                      | 9.1                                      | 9.6                                      | 9.1                                      | 8.9                                      | 8.9                                      | 9.1                                      | 8.7                                      | 9.1                                      | 9.5                                      | 9.7                                      | 9.2                                      |
| Temp. media (°C)                                                      | 3.5                                      | 3.55                                     | 3.45                                     | 3                                        | 1.8                                      | 0.75                                     | 0.4                                      | 0.7                                      | 1.5                                      | 2.2                                      | 2.5                                      | 2.9                                      | 2.2                                      |
| Temp. mín. media (°C)                                                 | -2.3                                     | -1.8                                     | -2.2                                     | -3.6                                     | -5.5                                     | -7.4                                     | -8.1                                     | -7.7                                     | -5.7                                     | -4.7                                     | -4.5                                     | -3.9                                     | -4.8                                     |
| Temp. mín. abs. (°C)                                                  | -11                                      | -10                                      | -12                                      | -15                                      | -16                                      | -21                                      | -22                                      | -20                                      | -15                                      | -14                                      | -12                                      | -12                                      | -22                                      |
| Precipitación total (mm)                                              | 105                                      | 119                                      | 122                                      | 60                                       | 24                                       | 10                                       | 10                                       | 19                                       | 42                                       | 61                                       | 64                                       | 87                                       | 723                                      |
| Días de precipitaciones (≥ )                                          | 16                                       | 18                                       | 19                                       | 11                                       | 6                                        | 4                                        | 4                                        | 5                                        | 9                                        | 11                                       | 11                                       | 15                                       | 129                                      |
| Días de nevadas (≥ 1 mm)                                              | 8                                        | 7                                        | 7                                        | 4                                        | 3                                        | 3                                        | 3                                        | 4                                        | 5                                        | 3                                        | 2                                        | 2                                        | 51                                       |
| Fuente: Climate-data.org(http://es.climate-data.org/location/875460/) |                                          |                                          |                                          |                                          |                                          |                                          |                                          |                                          |                                          |                                          |                                          |                                          |                                          |

## Ferrocarril

### Estaciones ferroviarias en Ticlio
La estación ferroviaria de Ticlio, a 4829 m de altitud, es la más elevada de todo el continente americano. La segunda más alta del continente se encuentra en Bolivia, en la estación El Cóndor, situada a 4786 m, en el tramo ferroviario de Río Mulatos hacia la ciudad de Potosí; La tercera más alta del continente es la estación "Galera", situada a 4781 m, está también en Ticlio, próxima a la anterior. A nivel mundial estas estaciones son sólo superadas en altitud por cinco estaciones de la línea Xining-Golmud-Lhasa, en China, inauguradas en mayo del año 2006. Hasta esa reciente fecha la estación de Ticlio había sido la más alta del mundo durante unos 120 años.

### La línea férrea Callao - La Oroya
La construcción del ferrocarril Central del Perú, que pasa por Ticlio, comenzó en el año 1870. La línea férrea fue proyectada por el ingeniero polaco Ernesto Malinowski y el ingeniero estadounidense Henry Meiggs, el cual supervisó las obras desde 1870 hasta su muerte ocurrida en 1877. Las obras de construcción continuaron bajo la supervisión del ingeniero Ernesto Malinowski y fueron finalmente terminadas en 1893.
A lo largo de la vía férrea, que tiene una extensión de 335 km y una pendiente global de 4,5°, se pueden encontrar 68 túneles, 61 puentes y 9 tramos serpenteantes en contramarcha o zigzags. El terreno hostil y montañoso de la zona no permite ningún otro camino. A lo largo de este trayecto se encuentran dos puentes muy conocidos: el Puente Carrión y el Puente Infiernillo.
El punto de partida del ferrocarril se ubica en el puerto del Callao, el abordaje de carga y encomiendas en la Estación Monserrate y el abordaje de pasajeros en la estación de Desamparados, en pleno corazón de Lima. Este monumento histórico construido por el arquitecto Rafael Marquina en 1912 se encuentra muy cerca del actual Palacio de Gobierno.
En La Oroya, el Ferrocarril Central del Perú se bifurca por el norte hacia Cerro de Pasco y por el sur a Jauja, Huancayo y Huancavelica.

## Otras abras
En el departamento de Lima existen otras abras como: Túnel de Galera (4950 m), Antarjica (4950 m), Portachuelo (4800 m), La Viuda (4636 m), Tres Cruces (3900 m).
En el Perú el abra más alta es Chimboya (5150 m) en Cusco, seguidas de Apacheta (5100 m) en Arequipa, Campanallane y El Viento (5000 m) en Tacna, Huayraccasa (5000 m) en Huancavelica, Rumicruz Punta (4950 m) en Ancash.

## Galería

Vista desde la Cumbre del Yuraccochas I, Ticlio, Huarochiri, Lima, Perú